# Danza (Mia Martini)
Danza è il nono album di brani musicali di Mia Martini. Venne pubblicato il 15 dicembre 1978 dalla Warner Bros. Records. Successivamente venne ristampato su CD dall'etichetta discografica WEA. È l'unico album inciso per questa etichetta.

## Il disco
Tutti i brani sono firmati da Ivano Fossati.
Sulla copertina, uno stivale giallo di gomma scalcia via una coppa di champagne, simbolo di un periodo di vita - quello dei trionfi all'Olympia in qualità di artista raffinata e inaccessibile - che la cantante sembra voler respingere per sempre, in favore di un ritorno alla semplicità e al grande pubblico che qualche anno prima le diede il successo.
Vola, interpretata lo stesso anno anche da Patty Pravo, uscì come singolo nell'estate '78 e partecipò al Festivalbar; tra i brani più importanti vi sono Canto alla luna e La costruzione di un amore, destinate a rimanere a lungo nel repertorio dell'artista (assieme alla title track). Buonanotte dolce notte è cantata in duetto con lo stesso Fossati.
Si tratta di uno degli album più importanti della sua carriera, per lo spessore di testi e interpretazioni.
Vennero inizialmente esclusi dall'album i brani L'ultimo ballo il cui singolo fu il primo a essere stampato per la WEA assieme a Canto Universale e Bene. Per quest'ultimo fu realizzato anche il relativo video messo in onda per la trasmissione Stryx; furono inseriti entrambi nelle successive ristampe. Fu esclusa anche Tu no, facente parte della colonna sonora del film Porca società: fu pubblicata dalla Warner solo successivamente.
Il brano che dà il titolo all'album venne inserito nella selezione (anche nel doppio album annuale) del Festivalbar 1979.

## La copertina
(Cesare Monti, 2012)

## Tracce
LATO A
1. Danza (I. Fossati) - 4:34
2. C'è un uomo nel mare (I. Fossati) - 4:34
3. La costruzione di un amore (I. Fossati) - 5:31
4. Canto alla luna (I. Fossati) - 3:31
5. E parlo ancora di te (I. Fossati) - 2:50

LATO B
1. Buonanotte dolce notte (I. Fossati) - 2:09 (con Ivano Fossati)
2. Ci si muove (I. Fossati) - 5:13
3. Di tanto amore (I. Fossati) - 4:37
4. Vola (I. Fossati) - 4:18
5. La luce sull'insegna della sera (I. Fossati) - 3:51
6. Buonanotte dolce notte (ripresa) (I. Fossati) - 1:00

## Formazione
- Mia Martini – voce, cori, percussioni, tamburello
- Gigi Cappellotto – basso
- Gianni Dall'Aglio – batteria in Vola
- Ivano Fossati – chitarra classica, cori, chitarra acustica, mandovox, cetra, flauto, ottavino, vibrafono
- Walter Testolina – batteria (tranne Vola), tamburello basco, percussioni
- Silvio Puzzolu – chitarra elettrica, chitarra classica
- Roberto Zanaboni – pianoforte, cori, Fender Rhodes, organo Hammond, sintetizzatore, ARP, fisarmonica
- Danilo Vaona – tastiera
- Guido Guglielminetti - basso, cori, percussioni
- Massimo Luca – chitarra acustica in Vola
- Rodolfo Bianchi – sax

## Crediti
- Produzione: Ivano Fossati
- Arrangiamenti: Ivano Fossati; Danilo Vaona (9)
- Realizzazione: Ivano Fossati; Natale Massara (9)
- Registrazione: allo "Studio Quattro I" a Roma nei mesi di novembre e dicembre 1978.
- Tecnico del suono e del re-recording: Franco Finetti
- Tecnico del transfert: Marco Inzadi
- Produttore esecutivo: Piero Colasanti
- Fotografie: Cesare Monti (Montalbetti)
- Realizzazione grafica: Cesare e Wanda Monti
- Coordinamento grafico: Nicky Antonucci Ferrara

## Ringraziamenti
Un grazie a "Foffo" Bianchi ed uno tutto speciale a Franco Finetti per il grosso aiuto